# ReSurge International
ReSurge International (vormals Interplast) ist eine Hilfsorganisation, die in Entwicklungsländern kostenlose plastische chirurgie Eingriffe, vor allem bei Kindern mit Lippen-Kiefer-Gaumenspalte und Brandnarben, anbietet bzw. vornimmt. Mit Interplast-Germany existiert ein Ableger der Organisation in Deutschland.

## Geschichte
Interplast wurde im Jahr 1969 von dem Chirurgen Donald Laub von der Stanford University gegründet.
Der erste Patient war ein 13-jähriger Junge, der von seinem Haus in Mexicali, Mexiko, zum Stanford University Medical Center gekommen war, um sich einer Operation zur Reparatur seiner Lippen- und Gaumenspalten zu unterziehen. Bald darauf organisierten Laub und andere Chirurgen regelmäßige Reisen in ein Wohltätigkeitskrankenhaus bei Mexicali, um Kinder mit Missbildungen zu behandeln. Im Laufe der Zeit begann Interplast, freiwillige chirurgische Reisen in weitere Teile Lateinamerikas und schließlich auch nach Asien und Afrika zu organisieren. Als sich die medizinischen Infrastrukturen in den Entwicklungsländern verbesserten, verlagerte Interplast seinen Fokus auf die Ausbildung und Befähigung von Ärzten in Entwicklungsländern, indem den Direktoren für chirurgische Eingriffe die Ressourcen (Geld, Bildung, Versorgung usw.) zur Verfügung gestellt wurden, um eine qualitativ hochwertige Versorgung in ihren eigenen Gemeinden anzubieten.
Turia Pitt fungiert als Botschafterin der Organisation in Australien.

## Rezeption
Der Dokumentarfilm A Story of Healing, der 1998 als Bester Dokumentar-Kurzfilm mit dem Oscar ausgezeichnet wurde, zeigt die Arbeit eines Ärzteteams von ReSurge International (damalig Interplast).